# Sucre (ort i Colombia, Sucre, lat 8,81, long -74,72)
Sucre är en ort i Colombia.   Den ligger i departementet Sucre, i den norra delen av landet, 500 km norr om huvudstaden Bogotá. Sucre ligger 18 meter över havet och antalet invånare är 23 210.
Terrängen runt Sucre är mycket platt. Runt Sucre är det ganska tätbefolkat, med 58 invånare per kvadratkilometer. Det finns inga andra samhällen i närheten. I omgivningarna runt Sucre växer i huvudsak städsegrön lövskog.